# NA-4407
La  NA-4407  es una carretera local perteneciente a la Red de Carreteras de Navarra que se inicia en PK 49,22 de N-121-B (Glorieta) y termina en Elizondo. Tiene una longitud de 0,42 kilómetros.